# María von Ágreda

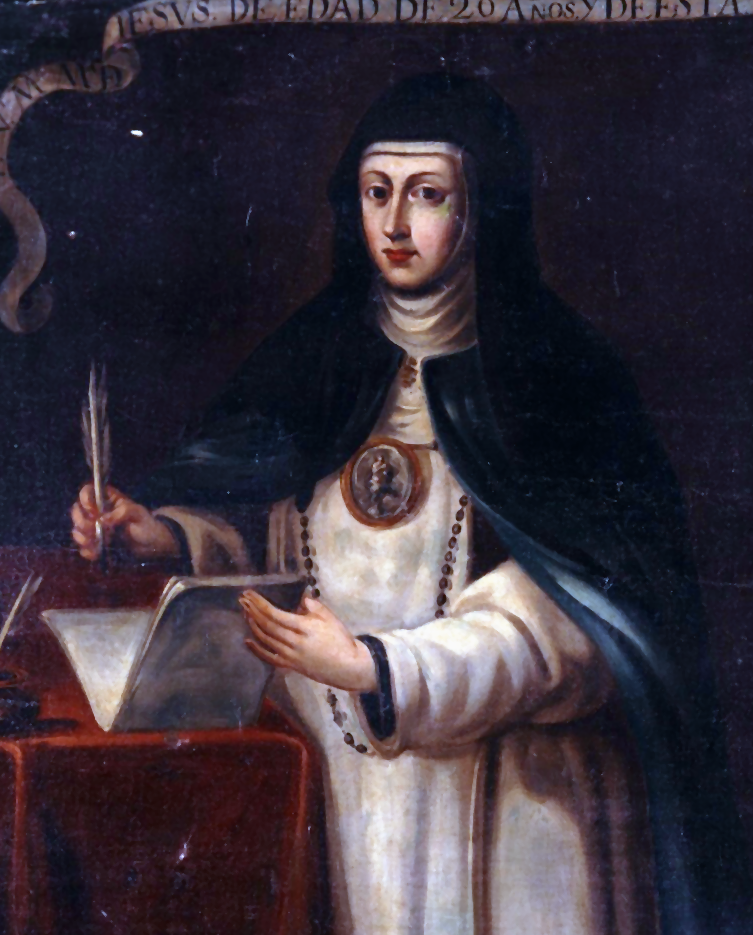
María de Jesús de Ágreda

María de Jesús de Ágreda (auch als Maria von Agrada benannt) (* 2. April 1602 in Ágreda (Spanien); † 24. Mai 1665 ebenda) war eine Visionärin und Äbtissin des Konzeptionistinnenkonvents in der spanischen Ortschaft Ágreda.
Sie wird als eine der größten Mystikerinnen in der Geschichte der katholischen Kirche angesehen. 

## Leben

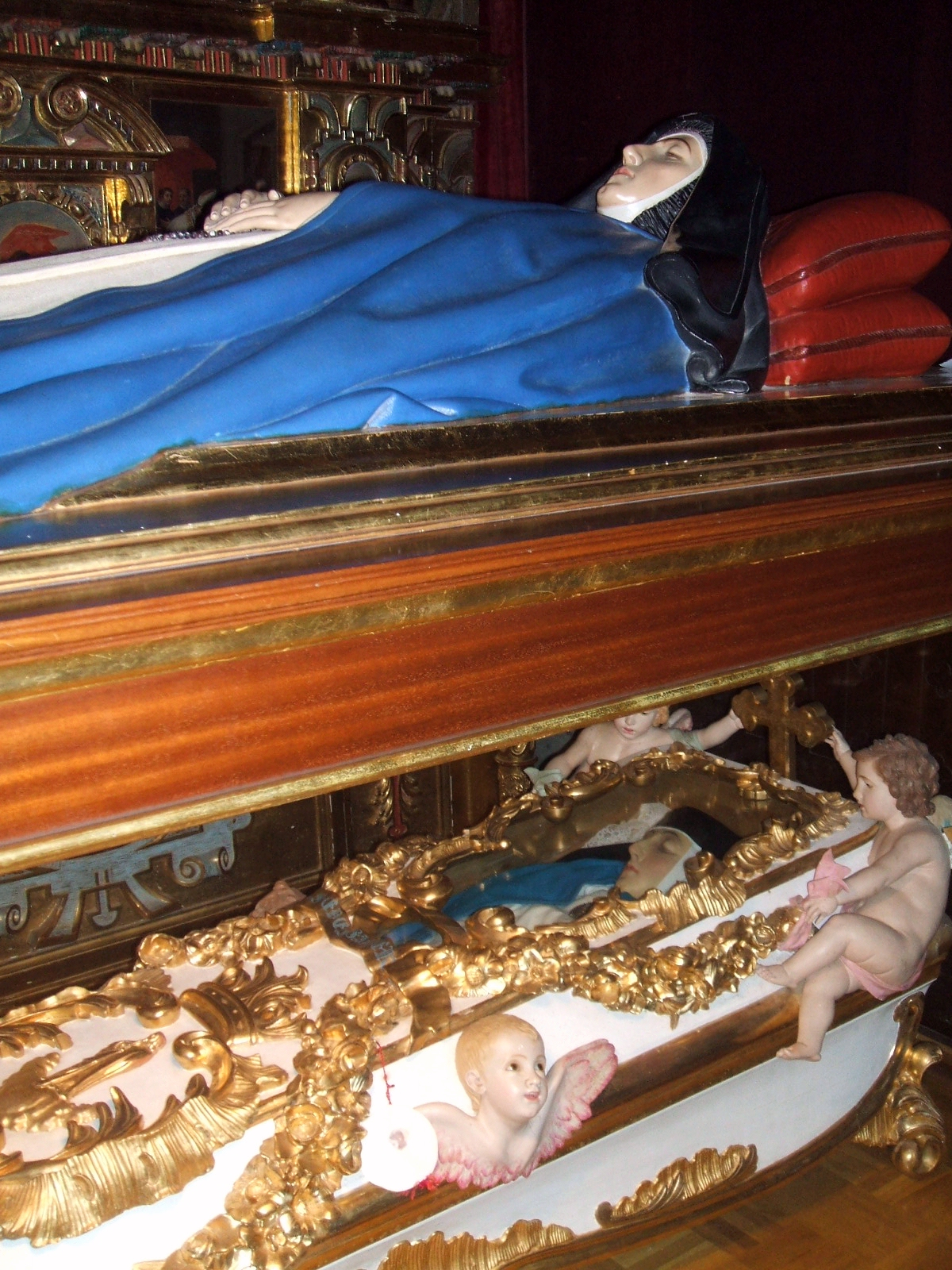
Sarg der María de Ágreda in Ágreda

### Jugend
María Coronel y Arana wurde in der Calle de las Agustinas geboren. Ihre Eltern hießen Francisco Coronel und Catalina de Arana. Sie bekamen 11 Kinder, aber nur vier überlebten: Francisco, José, María und Jerónima.
Nachdem ihre Familie ihr bisheriges Wohnhaus zu einem Kloster umgewandelt hatte, wurde Maria gemeinsam mit ihrer Mutter und einer Schwester Nonne dieses Konvents „Von der unbefleckten Empfängnis“ (franziskanische Konzeptionistinnen). Seit 1627 leitete sie diesen als Äbtissin.

### Wirken
Bekannt wurde sie durch ihre Visionen über das Leben der Gottesmutter. Nachdem sie die erste Niederschrift dieses Werkes, einer Aufforderung ihres Beichtvaters gehorchend, vernichtet hatte, wurde sie durch neuerliche Visionen bewegt, das ganze mehrbändige Werk nochmals niederzuschreiben. Nach ihrem Tod erschien es 1670 in Madrid unter dem Titel „Mistica Ciudad de Dios“ („Die mystische Stadt Gottes“, Titel der deutschen Ausgabe: „Maria - die geheimnisreiche Stadt Gottes“). Der schon 1673 eingeleitete Seligsprechungsprozess ist noch nicht abgeschlossen, v. a. da über den Inhalt des Werkes ein bis heute währender Streit in der katholischen Kirche insbesondere im 17. und 18. Jahrhundert entbrannte. Das Werk wurde 1672 von der spanischen Inquisition mit Beschlag belegt, aber 1686 wieder freigegeben; 1681 vom Heiligen Offizium zu Rom verboten, aber nach drei Monaten wieder erlaubt; 1696 anlässlich der 1695 in Marseille erschienenen französischen Übersetzung „La mystique Cité de Dieu“ von der Sorbonne verurteilt, von anderen Universitäten und Theologen hingegen verteidigt. 1704 auf den Index gesetzt, 1705 aber wieder gestrichen. Einer ihrer wichtigsten Kritiker wurde im 18. Jahrhundert Eusebius Amort.
Bei Öffnungen des Sarges in den Jahren 1909 und 1989 wurde bei medizinischen Examinationen jeweils festgestellt, dass ihr Leichnam vollständig unversehrt erhalten ist. Dies wird in der römisch-katholischen und orthodoxen Hagiographie in der Regel als Zeichen der Heiligkeit der verstorbenen Person gewertet.
Mit König Felipe IV. unterhielt sie mehr als zwanzig Jahre lang einen regen Briefwechsel und beriet ihn in Staatsangelegenheiten.

### Religiöse Charakteristik
Ihre Schriften sind asketisch und mystisch. Als große Verfechterin der Unbefleckten Empfängnis der Jungfrau setzte sie die von dem franziskanischen Theologen und Philosophen John Duns Scotus eingeleitete schottische Strömung fort. Einige ihrer wichtigsten Werke sind im Folgenden aufgeführt:
- Leiter der Askese ("Escala ascética")
- Tägliche Übungen und Lehren für volkommenere Werke. ("Ejercicios cotidianos y doctrina para hacer las obras con mayor perfección").
- Maria - Die geheimnisreiche Stadt Gottes ("Mística Ciudad de Dios"). Das Buch wurde 1670 veröffentlicht und von der Inquisition verboten. Später wurde das Verbot aufgehoben und es gibt heute 173 Ausgaben in verschiedenen Sprachen mit Imprimatur der katholischen Bischöfe.
- Leben der Jungfrau und Gottesmutter Maria ("Vida de la Virgen María")

### Briefwechsel mit Felipe IV.
Der Respekt, die Achtung, die Verehrung und den Ruf als Heilige, welche auf Ihrem asketischen Leben basierte und sie bereits zu Lebzeiten genoss, halfen ihr in ihrer Rolle als Beraterin König Felipes IV. Zwischen 1643 und 1665 entstand ein reger Briefwechsel zwischen Philipp IV. und Schwester María Jesús de Ágreda. Die mehr als 600 Briefe stellen eine außergewöhnliche historische Quelle für die spanische Politik des 17. Jahrhunderts dar.

## Hagiographie
Maria von Ágreda ist berühmt für äußere Phänomene (z. B. Ekstasen), insbesondere für ihre Erscheinungen in New-Mexiko und Texas, wo sie von zeitgenössischen Franziskanern und Indianern als Predigerin in New Mexico erkannt worden war, obwohl sie ihr Kloster nie verlassen hatte. Sie evangelisierte die Indianer und brachte sie dazu, die Franziskanermissionare um die Taufe zu bitten („Die Blaue Frau der Prärie“). Infolgedessen bekehrten sich Tausende amerikanischer Ureinwohner.
Dieses außergewöhnliche Phänomen hat dazu geführt, dass am 2. Dezember 2008 im Capitol von Santa Fe in New Mexico ein historischer Partnerschaftsvertrag zwischen dem Soria-Dorf Ágreda und dem Staat New Mexico (USA) unterzeichnet wurde. Es war das erste Mal, dass ein nordamerikanischer Staat formell mit einer spanischen Bevölkerung eine Städtepartnerschaft einging, und auch das erste Mal, dass so etwas auf der Grundlage einer übernatürlichen Tatsache geschah. 

## Trivia
Giacomo Casanova (1725–1798) erwähnt die Schriften der María von Ágreda in seinen Memoiren „Histoire de ma vie“ von 1791/98 als Lektüre, die er in den Bleikammern, dem Gefängnis von Venedig, gelesen hätte („Meine Gefangenschaft und Flucht aus den Bleikammern“).

## Werk
- Mística Ciudad de Dios. Madrid 1670 (dt. Bearbeitung: Die geistliche Stadt Gottes. Leben der jungfräuliche Gottesmutter nach den Offenbarungen der ehrwürdigen María von Ágreda. Regensburg 1890, illustrierte Volksausgabe, 1897).